# The Bridge (álbum de Melanie Fiona)
The Bridge é o álbum de estreia da cantora canadense de R&B/soul Melanie Fiona, o álbum foi lançado pela SRC/Universal Motown em Junho de 2009. O álbum foi lançado nos Estados Unidos no dia 10 de Novembro de 2009 e estreou em #4 na Billboard R&B/Hip-Hop Albums e em #57 na Billboard 200, logo depois alcançou a posição de #27. O álbum recebeu críticas favoráveis e vendeu nos Estados Unidos 230.000 cópias.

## Antecedentes
O álbum é uma mistura de soul, R&B, neo soul, reggae e hip hop influenciado pela música pop. Em uma entrevista, Malenie descreveu o som do álbum como "pop soul". No álbum, ela trabalhou com Andrea Martin, Rob Fusari, Wade Peter Keusch, Solanki sidh, Vada Nobles, Blast Bill, Future Cut, Estereótipos, Dan Strong, JK, Jay Fenix, Affiliate.

## Faixas
| N.º | Título                       | Duração |  |
| 1.  | "Give It to Me Right"        | 3:43    |  |
| 2.  | "Bang Bang"                  | 3:28    |  |
| 3.  | "Monday Morning"             | 3:38    |  |
| 4.  | "Please Don’t Go (Cry Baby)" | 3:15    |  |
| 5.  | "Ay Yo"                      | 3:18    |  |
| 6.  | "Walk On By"                 | 3:31    |  |
| 7.  | "You Stop My Heart"          | 3:46    |  |
| 8.  | "Johnny"                     | 3:42    |  |
| 9.  | "Sad Songs"                  | 4:38    |  |
| 10. | "Priceless"                  | 3:47    |  |
| 11. | "It Kills Me"                | 4:10    |  |
| 12. | "Teach Him"                  | 4:10    |  |

| Deluxe Edition Faixa Bônus |                        |         |  |
| N.º                        | Título                 | Duração |  |
| 13.                        | "G.A.M." (faixa bônus) | 2:50    |  |

## Desempenho
| Tabelas musicais (2009–2010)            | Melhor posição |
| --------------------------------------- | -------------- |
| Canadá - Canadian Albums Chart          | 25             |
| Alemanha - German Albums Charts         | 35             |
| Itália - Italian Albums Chart           | 61             |
| Suécia - Swedish Albums Chart           | 22             |
| Suíça - Swiss Albums Chart              | 3              |
| Reino Unido - UK Albums Chart           | 98             |
| Estados Unidos - Billboard 200          | 27             |
| Estados Unidos - Top R&B/Hip-Hop Albums | 4              |